# Christopher Tanev
Christopher „Chris“ Tanev (* 20. Dezember 1989 in Toronto, Ontario) ist ein kanadischer Eishockeyspieler, der seit Juni 2024 bei den Toronto Maple Leafs in der National Hockey League (NHL) unter Vertrag steht. Zuvor verbrachte der Verteidiger zehn Jahre in der Organisation der Vancouver Canucks sowie fast vier Spielzeiten bei den Calgary Flames. Sein jüngerer Bruder Brandon Tanev ist ebenfalls professioneller Eishockeyspieler.

## Karriere
Christopher Tanev wurde in East York geboren. Er besitzt zwei Brüder, Brandon und Kyle. Aufgrund seiner früheren geringen Größe (unter 1,60 Meter) scheuten sich professionelle Juniorenteams ihn zu verpflichten. Aufgrund dessen spielte der Verteidiger einige Zeit lang Rollhockey. Tanev machte seinen High-School-Abschluss auf dem East York Collegiate Institute.
Tanev spielte, bevor er zu den Rochester Institute of Technology Tigers kam, für drei Spielzeiten in der Ontario Provincial Junior A Hockey League (OPJHL). Er begann seine Karriere bei der Durham Fury in der Saison 2006/07, in der er kein Tor, dafür aber neun Vorlagen in 40 Spielen sammeln konnte. Die nächste Saison verbrachte der Verteidiger bei mehreren Teams: Durham Fury, Stouffville Spirit und den Markham Waxers. Es gelang ihm in dieser Spielzeit 17 Punkte (zwei Tore und 15 Vorlagen) in 49 Partien für seine Teams beizusteuern. In der Saison 2008/09 spielte Tanev bei den Waxers als Assistenzkapitän und führte in dieser Spielzeit alle Verteidiger in der Liga in Scorerpunkten an (41 Punkten in 50 Spielen).
Dave Gagner, der in der Jugend von Tanev der Trainer seines Rollhockeyteams war, wurde bei einem NCAA-Turnier auf Christopher Tanev aufmerksam. Gagner berichtete dem zuständigen Scout der Vancouver Canucks, Stan Smyl, von seinen positiven Eindrücken. Am 31. März 2010 verpflichteten die Vancouver Canucks den Verteidiger als ungedrafteten Free Agent. Im Anschluss verbrachte der Verteidiger drei Jahre im steten Wechsel zwischen NHL und den Farmteams der Canucks in der American Hockey League (AHL), den Manitoba Moose und den Chicago Wolves. Mit Beginn der Saison 2013/14 war Tanev fester Bestandteil des NHL-Aufgebots.
Nach zehn Jahren in Vancouver wurde sein auslaufender Vertrag nach der Spielzeit 2019/20 nicht verlängert, sodass er sich im Oktober 2020 als Free Agent den Calgary Flames anschloss. Dort unterzeichnete er einen neuen Vierjahresvertrag, der ihm ein durchschnittliches Jahresgehalt von 4,5 Millionen US-Dollar einbringen soll. Gegen Ende der Spielzeit 2023/24 wurde Tanev gemeinsam mit Torwart Cole Brady von den New Jersey Devils im Tausch für Artjom Gruschnikow an die Dallas Stars abgegeben. Calgary erhielt zusätzlich ein Zweitrunden-Wahlrecht im NHL Entry Draft 2024 sowie ein konditionales Drittrunden-Wahlrecht im NHL Entry Draft 2026, während New Jersey als dritte Partei die Hälfte von Tanevs Gehalt übernahm und dafür von den Dallas Stars ein Viertrunden-Wahlrecht im NHL Entry Draft 2026 erhielt. In Dallas beendete er die Saison, bevor die Verhandlungsrechte an ihm – zum Juli 2024 würde er den Status eines Unrestricted Free Agent haben – im Juni 2024 an die Toronto Maple Leafs abgegeben wurden. Im Gegenzug erhielten die Stars die Rechte an Max Ellis sowie ein Siebtrunden-Wahlrecht im NHL Entry Draft 2026. Wenige Tage später unterzeichnete er dann einen neuen Sechsjahresvertrag in Toronto, der ihm ein durchschnittliches Jahresgehalt von 4,5 Millionen US-Dollar einbringen soll.

### International
Für die kanadische Nationalmannschaft stand Tanev erstmals bei der Weltmeisterschaft 2016 auf dem Eis und gewann dort mit dem Team direkt die Goldmedaille.

## Erfolge und Auszeichnungen
| - 2009 OPJHL Top Defenceman - 2010 Atlantic Hockey Rookie of the Year - 2010 Atlantic Hockey All-Tournament Team | - 2010 Atlantic Hockey All-Rookie Team - 2010 Atlantic Hockey Third All-Star Team - 2010 Atlantic-Hockey-Meisterschaft mit dem Rochester Institute of Technology |

### International
- 2016 Goldmedaille bei der Weltmeisterschaft

## Karrierestatistik

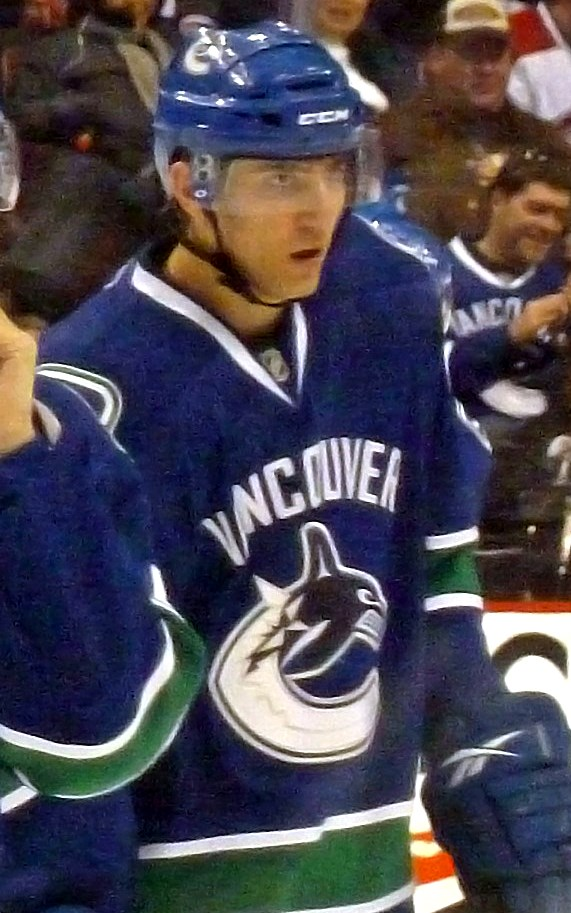
Tanev im Trikot der Vancouver Canucks (2011)

Stand: Ende der Saison 2024/25

### International
Vertrat Kanada bei:
- Weltmeisterschaft 2016

(Legende zur Spielerstatistik: Sp oder GP = absolvierte Spiele; T oder G = erzielte Tore; V oder A = erzielte Assists; Pkt oder Pts = erzielte Scorerpunkte; SM oder PIM = erhaltene Strafminuten; +/− = Plus/Minus-Bilanz; PP = erzielte Überzahltore; SH = erzielte Unterzahltore; GW = erzielte Siegtore; 1 Play-downs/Relegation; Kursiv: Statistik nicht vollständig)